# Creative NOMAD

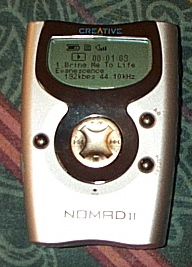
Creative NOMAD II.

Creative NOMAD é uma linha de leitores de MP3 desenvolvidos pela Creative Labs. Ele usa um disco rígido ao invés de memória flash para armazenar os arquivos de áudio.